# Næsebjørn
Sydamerikansk næsebjørn, også kendt som Næsebjørnen (Nasua Nasua) er en halvbjørn af slægten Nasua, og er således i familie med f.eks. vaskebjørne og kuataquiler.
Næsebjørnen lever i den sydvestlige del af USA og i Central- og Sydamerika, oftest i lavlandsregnskove, men findes også i skove og bjergterræn i grupper på op til 40 individer. Hannerne lever for sig selv, med undtagelsen af parringssæsonen (januar og februar), hvor den kontakter hunner ved hjælp af en række forskellige piv og kvidren. Oftest forsvarer Næsebjørne dog ikke deres territorie, hvilket fører til at hanner og hunner sommetider støder på hindanen på andre tidspunkter af året. I tilfælde af fare vil de søge op i træerne, hvor de også sover.
Næsebjørnen vejer mellem 2,5 og 7 kg, har en kropslængde på 47-58 cm og en halelængde på 42-55 cm. Halen er ringmønstret. Pelsfarven varierer mellem rød, orange og brun, og der kan være markant forskel på nuancerne fra dyr til dyr. Næsen er lang og blød, og den har ligesom de fleste andre halvbjørne lange, spidse kløer, så den kan komme ned i huller og sprækker i søgen efter føde. Næsebjørnen spiser primært insekter, edderkopper og andre smådyr, men af og til også frugter og svampe.
Hunnerne bliver kønsmodne, når de er cirka to år. Efter at være blevet parret med en han, søger hunnen væk fra gruppen. Hun føder alene i en rede, et træ eller en hule. Kuldet består normalt af to til syv unger.